# Carlo de Incontrera
Carlo de Incontrera (Trieste, 9 maggio 1937) è un compositore e musicologo italiano.

## Biografia
È stato docente di Storia ed estetica della Musica presso il Conservatorio di Trieste (1977- 2007) e presso la Facoltà di Lettere e Filosofia dell'Università di Trieste (1986-1997). Curatore di manifestazioni musicali, rassegne, mostre e attività culturali (Teatro La Fenice di Venezia, Teatro alla Scala di Milano, Biennale di Venezia, Palazzo Grassi, Festival "Mozart e il teatro musicale veneto" di Vicenza, Teatro Comunale di Ferrara, Celebrazioni Stradivariane di Cremona). Ha diretto le attività musicali del Piccolo Teatro Studio di Milano (1988-1995), il settore Musica & Arti Visive del Mittelfest (1991-2001), il settore Musica e Danza del Teatro Nuovo "Giovanni da Udine" (1997-2008), le Stagioni concertistiche e i Festival Internazionali di Primavera del Teatro Comunale di Monfalcone (1981-2010), gli Incontri di Musica da Camera di Asolo e Cortina (1988), le Manifestazioni concertistiche della Scuola Normale Superiore di Pisa (1993-2013).
Ha collaborato ai programmi musicali della RAI e di altre emittenti radiotelevisive europee (circa 1000 trasmissioni). È autore di saggi in riviste culturali, pubblicazioni musicologiche e di storiografia musicale. Ha partecipato a convegni e ha tenuto numerose conferenze in Italia e all’estero.
È stato al fianco di Giorgio Strehler nel progetto di inaugurazione del Nuovo Piccolo Teatro di Milano, con l’incarico delle scelte e dell’organizzazione musicale per la messinscena di Così fan tutte di Mozart (1997-1998).
Fondatore di Arte Viva e del Centro Operativo di Arte Viva - Feltrinelli (1962-1972), insieme a Miela Reina ha realizzato varie produzioni teatrali da camera. Ha creato e diretto l'Alpe Adria Ensemble. Ha vinto la selezione RAI per la III Biennale di Parigi (1963), il premio speciale Moretti per la cultura (1969), il premio Abbiati della critica italiana (1987) per la programmazione musicale del Teatro Comunale di Monfalcone. Sempre per la programmazione monfalconese è stato insignito del Paul Harris Fellow del Rotary International e il Comune di Monfalcone gli ha conferito più onorificenze tra cui la Rocca d'oro. Il Comune di Trieste gli ha conferito il Sigillo trecentesco.
Come compositore è stato attivo negli anni Sessanta e Settanta, presente nei principali Festival internazionali; le sue partiture sono edite da Ricordi e registrate su disco (Yugoton, EMA Vinci). 

## Opere teatrali
- Liebeslied, per voce recitante, danzatrice, pianoforte, flauto, vibrafono, tastiera elettronica, percussioni, nastro magnetico; scene di Miela Reina, testi di Emilio Isgrò, 1968.
- Post scriptum a Liebeslied: Siegfried, per voce recitante registrata, due danzatrici, un attore, pianista/attore, direttore e percussionista/attore, nastri magnetici (scene e burattini di Miela Reina; altre versioni di Fred Došek. Sylvano Bussotti, Miela Reina & Enzo Cogno, 1970-71).
- La pazienza del violoncello, per violoncello solo (con Miela Reina, 1970).
- Vademecum, per quartetto d’archi (con Miela Reina,1971).
- Aus den Wahlverwandschaften, per narratore, tre voci di attori registrate, frammenti filmati, due danzatrici, soprano, pianoforte, trio d’archi, percussione, nastri magnetici
- e sintetizzatore, 1972.

## Opere strumentali ed elettroniche
- Quattro canzoni per Djamila, per soprano, flauto, chitarra, violoncello e pianoforte, Ricordi,1963.
- Collages I-IV, per pianoforte, flauto, celesta, percussione e nastri magnetici, 1966.
- Concerto per pianoforte archi e percussione, Ricordi, 1968.
- Piano piece for Fred Došek, per pianoforte solo, Ricordi,1968.
- Prismi, per violoncello e pianoforte, Ricordi,1968.
- Musique pour la chambre bleue d'Arthénice, per voce femminile, clavicembalo e due magnetofoni, Ricordi, 1968.
- Ball, per violino e pianoforte, Ricordi, 1969.
- For four & more, per 4 e più strumenti ad libitum, Ricordi, 1970.
- C'est la faute du piano, per violino, violoncello, pianoforte, chitarra, vibrafono, marimba, strumenti a percussione, nastro magnetico e sintetizzatore, 1970.
- Gesang ist Dasein, per pianoforte, sintetizzatore e proiezioni, 1970.
- ...und in sich hinein, per pianoforte solo, Ricordi 1972.
- Postscriptum: W L'Arte, musica concreta per quattro nastri magnetici, 1972.
- Two Songs (James Joyce: A flower given to my daughter, Tutto è sciolto), per mezzosoprano, clarinetto in si bemolle, violoncello, arpa, pianoforte, percussioni), 1999.
- Meeres Stille, per flauto in do, flauto basso, pianoforte e elettronica, 2001; seconda versione, 2003.
- Bus Stop at Penn Station, Postcard to Roberto Fabbriciani, per flauto e nastro magnetico, 2014.
- Altra musica per pianoforte e da camera, Lieder, musiche di scena.

## Trasmissioni radiofoniche recenti
- Danubio, 10 puntate, RAI-Radio3, 2013; Voyage: Danube, d’après Carlo de Incontrera, 6 puntate a cura di Axelle Thiry, Musiq3 RTBF Bruxelles, 2014.
- L’oro del Danubio. Appunti di un viaggio musicale / Zlato Donave. Zapinski s popotovanja po glasbeni kulturi srednje Evrope, 17 puntate, Radio3 Ljubljana, 2014, trad. di Matej Venier, <https://ars.rtvslo.si/2014/09/carlo-de-incontrera-zlato-donave-3/>
- I maestri cantori. Appunti di un viaggio sul Reno, 6 puntate, RAI-Radio3, 2013, <feed://www.radio.rai.it/radio3/podcast/rssradio3.jsp?id=4281>.
- Viaggio sul Reno. Breve guida musicale / Potovanje po Renu. Kratek glasbeni Vodnik, 8 puntate, Radio3 Ljubljana, 2014, trad. di Matej Venier.
- Mediterraneo. Un viaggio musicale e sentimentale / Mediteran. glasbeno in čustveno popotovanje, 112 puntate, Radio3 Ljubljana, 2016-2018, trad. di Matej Venier, <https://ars.rtvslo.si/mediteran/>.

## Pubblicazioni
- Gli spettacoli / I progetti, in Miela Reina, Milano, Electa, 1980, pp. 91-121.
- I viaggi di Wagner in Italia, in Wagner in Italia, a cura di Giancarlo Rostirolla, Torino, ERI, 1983, pp. 7-54.
- Wagner e la Sicilia, Messina, Filarmonica Laudamo, 1984.
- Gustav Mahler. Le sinfonie, catalogo della mostra, novembre 1984-luglio 1985, Venezia, Teatro La Fenice, 1984.
- L’Europa dei musicisti. L’età di Bach Handel Scarlatti, catalogo della mostra promossa dal Comitato nazionale italiano per l’anno europeo della musica – CIDIM - UNESCO, ideazione e scelta iconografica di Carlo de Incontrera, Venezia, Marsilio, 1985.
- Liszt e l'Italia, Ferrara, Teatro Comunale, 1986.
- Modest Musorgskij – Vassilij Kandinskij. Quadri di una esposizione, Udine, Teatro nuovo “Giovanni da Udine”, 2003; Pisa, Scuola Normale Superiore – Teatro Politeama di Cascina, 2004; Trieste, Teatro lirico “Giuseppe Verdi”, 2006.
- L’Orfeo indagato, in Atti dell’Accademia udinese di scienze, lettere e arti», vol. 99, 2006, pp. 73-86.
- Mit Lebhaftigkeit und durchaus mit Empfindung und Ausdruck. Trieste e la nuova musica, in Giampaolo Coral – Monika Verzár Coral, Al di là dei confini. Musica contemporanea a Trieste: 25 anni dell’Associazione Chromas e del Festival “Trieste Prima”, Milano, Rugginenti, 2011, pp. 17-26.
- Beseda Carla de Incontrere muzikologa, skladatelja in organizatorja glasbenega programa v Tržiču (Monfalconu) / Caro Anton, in Darja Korez Korenčan, Dirigent Anton Nanut, Ljubljana, Forma 7, 2012, pp. 9-15.
- A proposito di Miela, il tempo di Arte Viva, intervista a cura di Paola Bonifacio e Marco Minuz, in Ezio Martone - Giorgio Pison, Quei 1254 giorni rossi. Quando a Trieste governò la Sinistra, Trieste, Lint, 2014, pp. 174-193.
- George Crumb / Makrokosmos, in Convergenze. Esercizi di divulgazione musicale, a cura di Umberto Berti, Lucca, LIM, 2016, pp. 365-382.

Ha curato la pubblicazione di
- Raccolte di saggi per il Teatro Comunale di Monfalcone: Chopin Opera Omnia, 1985; Il pianoforte di Beethoven, 1986; All’ombra delle fanciulle in fiore. La musica in Francia nell’età di Proust, 1987; Com’era dolce il profumo del tiglio. La musica a Vienna nell’età di Freud, 1988; Viaggio in Italia, 1989; Danubio. Una civiltà musicale, volume I: Germania, co-curatrice Birgit Schneider, 1990; Danubio. Una civiltà musicale, volume II: Austria, co-curatrice Birgit Schneider, 1992; Danubio. Una civiltà musicale, volume III: Slovacchia, Ungheria, co-curatrice Alba Zanini, 1993; Danubio. Una civiltà musicale, volume IV: Croazia, Serbia, Bulgaria, co-curatrice Alba Zanini, 1994; Ecco mormorar l’onde. La musica nel barocco, co-curatrice Alba Zanini, 1995; Nell’aria della sera. Il Mediterraneo e la musica, 1996; Contaminazioni. La musica e le sue metamorfosi, 1997; Il cielo ha versato una lacrima. Robert e Clara Schumann, lettere 1832-1840,1998.
- Collana 900&Oltre. Quaderni di cultura contemporanea con cd allegati per il Teatro Comunale di Monfalcone: Michele Tadini, Viaggio all’interno del suono, 2000; Alessio Siclari, Le utopie dell’autentico. Tradizione e natura nel novecento musicale francese, 2001; Alessandro Solbiati, Ah, lei fa il compositore? E che generi di musica scrive? Quattro saggi su un’esperienza, 2002; Alessandro Arbo, Il corpo elettrico. Viaggio nel suono di Fausto Romitelli, 2003; Roberto Paci Dalò–Savina Fosca Fragliasso, Pneuma. Giardini pensili: un paesaggio sonoro, 2005; Filippo Del Corno – Angelo Miotto, La musica libera la mente. Otto anni di Sentieri Selvaggi, 2005; Emanuele Arciuli, Rifugio intermedio. Il pianoforte contemporaneo fra Italia e Stati Uniti, 2006; Roberto Fabbriciani, Il flauto in scena, Monfalcone, 2007; Giampaolo Coral, Demoni e fantasmi della città di Perla. Biografia di Emilio Musul, un compositore, 2008.
- 1921-1991 La Filarmonica Laudamo di Messina, co-curatrice Alba Zanini, Messina, 1993.
- Mittelfest. Musica e arti visive. 1991-2001, 3 vol., Cividale del Friuli, Mittelfest, 2002 (MittelFest. Dieci anni di musica e arti visive; Grecia, Atti del convegno di Cividale del Friuli 2001, in collaborazione con Scuola Normale Superiore di Pisa; Suoni in corso. Percezione ed espressione dell’uomo tecnologico, in coproduzione con AGON-Acustica Informatica Musica-Milano, Scuola Internazionale Superiore di Studi Avanzati-Trieste, Università degli Studi di Udine - Dipartimento di Musica e Scienze della Comunicazione, Scuola Normale Superiore di Pisa).
- Teatro Comunale di Monfalcone 1983-2003, Comune di Monfalcone, Teatro Comunale, 2003.

## Mostre
- L’Età della Secessione, Venezia, La Biennale Musica, Teatro La Fenice, 1980.
- Johannes Brahms, Venezia, Teatro La Fenice, 1980.
- Beethoven e il suo tempo, Venezia, Teatro la Fenice, 1981.
- Mozart e il suo tempo, Venezia, Teatro la Fenice, 1982.
- Immagini della Secessione viennese (1897-1918), Monfalcone, Sala Comunale, 1982.
- Miela Reina, Monfalcone, Sala Comunale, 1983.
- Richard Wagner 1818-1883, Ferrara, Teatro Comunale, 1983.
- Richard Wagner 1813-1883. I viaggi in Italia, le prime a Trieste dalle collezioni triestine. Il Wagner di Alfonso Canciani, L’edificio del sogno di Giuliano Pini, Monfalcone, Sala Comunale, 1983.
- Gustav Mahler. Le sinfonie, Venezia, Teatro La Fenice, 1984.
- L’Europa dei musicisti. L’età di Bach, Handel, Scarlatti, Venezia, Teatro la Fenice, 1985.
- Wiener Luft. Itinerari dell’Operetta viennese, co-curatore Gianni Gori, Venezia, Teatro La Fenice, 1988.
- Miela Reina. Mostra antologica, co-curatrice Paola Bonifacio, Villa Manin di Passariano (UD), 1999.
- ©FVG 1975-2000, co-curatori Francesco Messina e Ferruccio Montanari, Villa Manin di Passariano (UD), 2000.
- Enzo Cogno. Antinomie, Trieste, Museo Revoltella, 2015.

## Ideazione e sceneggiature per la televisione
- Il giardino di Klingsor, regia di Mario Licalsi, Rai Tre Sede regionale per il Friuli-Venezia Giulia,1983.